# Peyton Place
 Peyton Place és una pel·lícula estatunidenca dirigida per Mark Robson, estrenada el 1957, adaptada del best-seller de Grace Metalious.

## Argument
"La ciutat de Peyton Place només és plàcida en aparença. Allison MacKenzie, una bonica estudiant, descobreix que la seva mare amaga un pesat secret. L'arribada d'un nou director del col·legi i la millor amiga que ha estat abusada pel seu sogre van acabar de trastocar el dia a dia de Peyton Place."

## Repartiment
- Lana Turner: Constance MacKenzie
- Diane Varsi: Allison MacKenzie
- Hope Lange: Selena Cross
- Lee Philips: Michael Rossi
- Russ Tamblyn: Norman Page
- Lloyd Nolan: Dr. Matthew Swain
- Arthur Kennedy: Lucas Cross
- Terry Moore: Betty Anderson
- David Nelson: Ted Carter
- Barry Coe: Rodney Harrington
- Betty Field: Nellie Cross
- Mildred Dunnock: Miss Elsie Thornton
- Leon Ames: Mr. Harrington
- Lorne Greene:
- Robert H. Harris: Seth Bushwell

## Al voltant de la pel·lícula
A Vellut blau l'escena del salvament de Dorothy ha inspirat del paper de Hope Lange (Selina Cross). Aquesta mateixa actriu actua a Vellut blau i encarna la Sra. Williams, la mare de Sandy, un dels personatges principals.

## Premis i nominacions[calcitació]

### Nominacions
- 1958. Oscar al millor actor secundari per Arthur Kennedy
- 1958. Oscar al millor actor secundari per Russ Tamblyn
- 1958. Oscar a la millor actriu per Lana Turner
- 1958. Oscar a la millor actriu secundària per Hope Lange
- 1958. Oscar a la millor actriu secundària per Diane Varsi
- 1958. Oscar a la millor fotografia per William C. Mellor
- 1958. Oscar a la millor pel·lícula
- 1958. Oscar al millor director per Mark Robson
- 1958. Oscar al millor guió adaptat per John Michael Hayes
- 1958. Globus d'Or a la millor actriu secundària per Mildred Dunnock
- 1958. Globus d'Or a la millor actriu secundària per Hope Lange

## Galeria

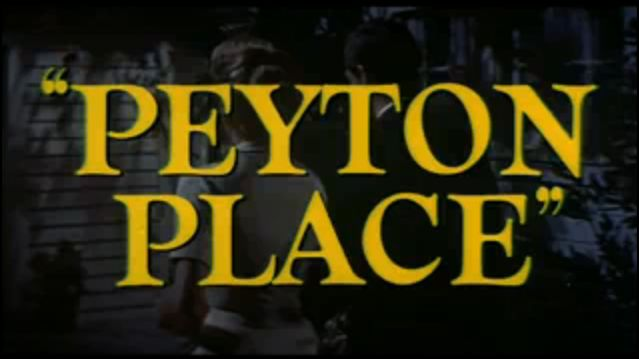
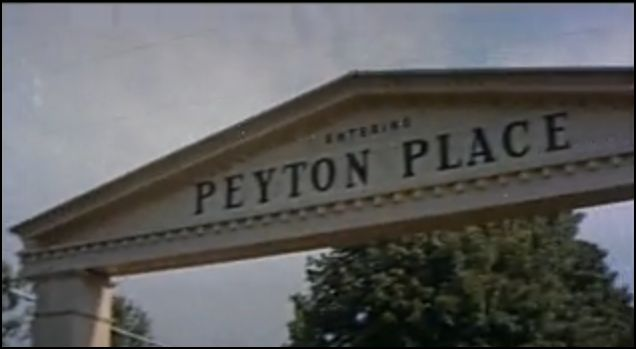
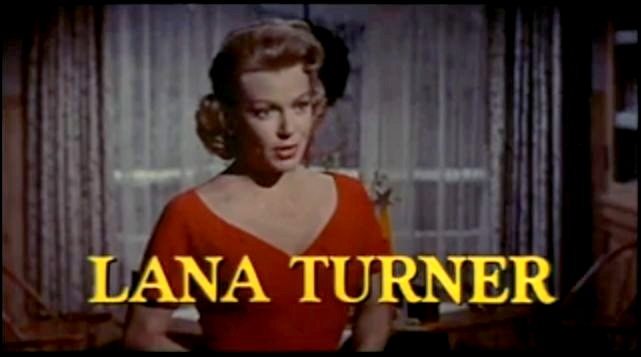
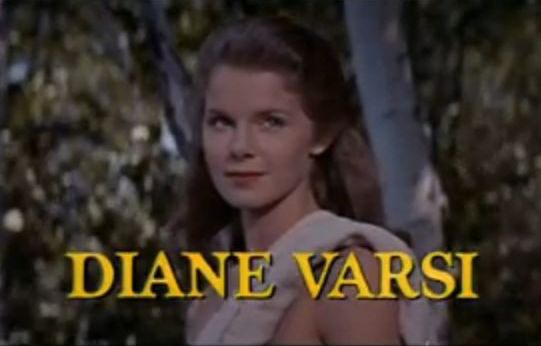
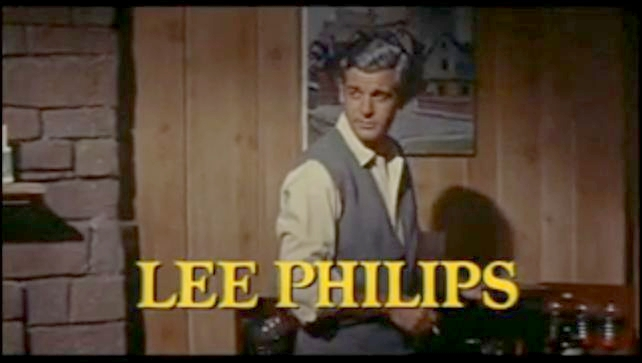
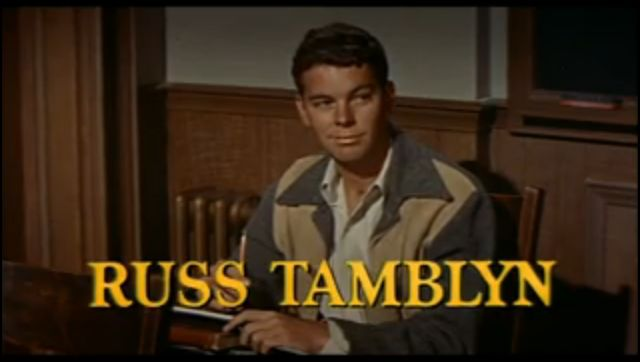
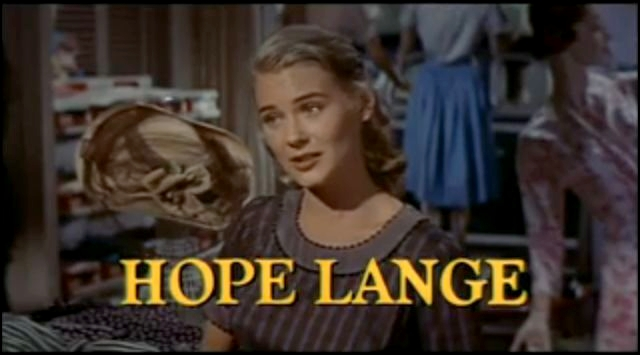
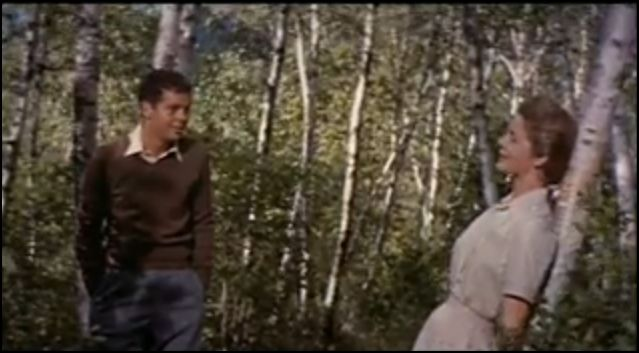
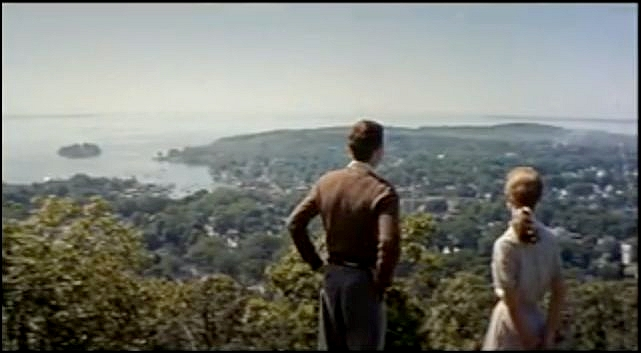
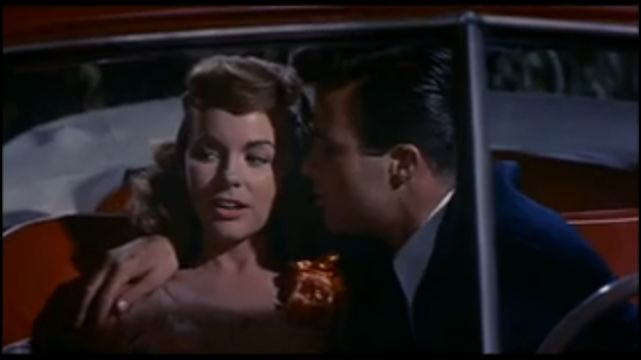